# Nadeen Ashraf
Nadeen Ashraf (àrab: نادين أشرف, Nādīn Axraf) (el Caire, 12 de març de 1998) és una activista feminista egípcia. Dins del moviment feminista egipci, és vista com un eix del canvi social en la lluita contra l'assetjament sexual. Forma part de la llista de les 100 dones més influents i inspiradores del món de l'any 2020, elaborada per la BBC. El 2020 estudia Humanitats, Filosofia i Ciències Polítiques a la Universitat Americana del Caire.
A través de la pàgina del compte d'Instagram «Assault Police» va ajudar a donar una empenta al moviment #MeToo a Egipte. El compte va tenir un paper destacat en destapar el cas de l'assetjador i violador Ahmed Bassam Zaki i s'ha expandit com a plataforma per expressar preocupacions generals sobre la violència sexual, així com per educar i proporcionar recursos a les dones. Inicialment, el compte «Assault Police» va començar com una plataforma per permetre a les dones presentar els seus testimonis i compartir les seves històries obertament sense sentir-se amenaçades. Tanmateix, més tard es va convertir en una campanya més àmplia que va impulsar altres moviments i va animar altres dones a presentar-s'hi, com ara estudiants de l'Institut Superior de Cinema d'Egipte.
Del 2020 Ashraf va fer evolucionar el compte d'Instagram cap a una organització a temps complet que pugui donar suport a les supervivents; els ajuda a contactar amb professionals, ofereix assistència jurídica i teràpia, segons va explicar en una entrevista a la revista Egyptian Streets.